# پارک طبیعی تپه آکیکاوا
پارک طبیعی تپه آکیکاوا (به ژاپنی: 東京都立秋川丘陵自然公園) یک پارک طبیعی است که در منطقهٔ هاچی‌اوجی و منطقهٔ آکیرونو در توکیو پایتخت ژاپن است. این پارک از طرف غرب به پارک ملی چیچیبو تاما کائی متصل است.